# Abazai
Abazai és un consell (union council) del Pakistan, al districte de Charsadda a la província de la Frontera del Nord-oest (North-West Frontier Province), a 40 km al nord de Peshawar i a la riba del riu Swat i a 320 metres sobre el nivell del mar. Inclou un fort construït el 1852 per fer front a les tribus utaman-khels i altres que feien atacs contra el territori sota administració directa britànica.